# Umíř
Umíř (německy Umirschen) je zaniklá osada v lesích jihozápadně od vsi Plachtín v severozápadní části okresu Plzeň-sever, v katastrálním území Trhomné, obec Krsy.

## Historie
Ze samoty zůstala stát jen kaple, která byla v roce 2006 zrekonstruována z rozpočtu obce Krsy. Dříve se tato samota nazývala Umirschen a patřila pod farnost Krsy. Jak je patrné z názvu, byla osídlena německým obyvatelstvem. Po druhé světové válce, kdy byli Němci vysídleni, samota zanikla. Jak je patrné z katastrální mapy, stávaly v ní čtyři domy a kaple na návsi. Po válce byly okolní lesy využívány jako vojenský výcvikový prostor, což ještě více poznamenalo kapličku. Poblíž kaple vedla vnitřní linie československého opevnění budovaná před druhou světovou válkou. V okolí Umíře byly vybudovány dva lehké objekty (řopíky) D-19/31/A-160 a D-19/51/A-140.
V roce 2021 zde Český svaz ochránců přírody vybudoval útulnu pro turisty.

## Obyvatelstvo
Při sčítání lidu v roce 1921 zde žilo 22 obyvatel (z toho dvanáct mužů) německé národnosti a římskokatolického vyznání. Podle sčítání lidu z roku 1930 měla osada dvacet obyvatel s nezměněnou národnostní a náboženskou strukturou.

## Pamětihodnosti

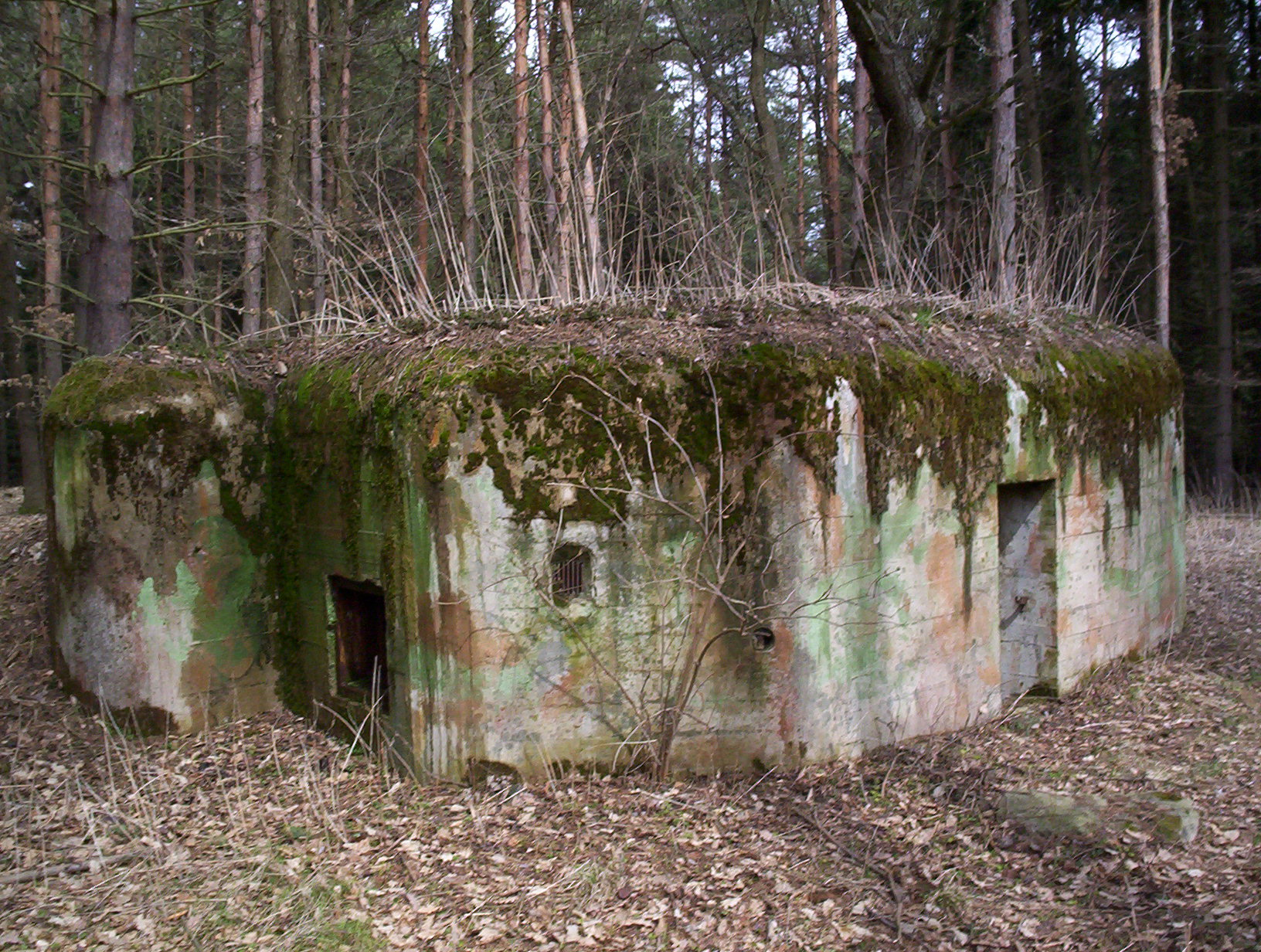
Lehký objekt československého opevnění D-19/31/A-160

### Kaple
Čtvercová kaple s věžičkou stojí v lese jihozápadně od vsi Plachtín. Jedná se o drobnou stavbu, která je v dnešní době již v rekonstruovaném stavu. Dříve do kaple zatékala voda dírami ve střeše, věžička byla bez špičky, bez dveří, u zadní stěny bylo poznat, že zde bylo něco přistavěno a poté zbouráno, proto byla kaple celá provizorně stažena ocelovými dráty.

### Objekty lehkého opevnění
Asi sedmdesát metrů severozápadně a 240 metrů jihozápadně od kapličky stojí dva objekty lehkého opevnění tzv. plzeňské čáry. Náleží do oblasti I. sboru, stavebního úseku D-19 Nové Městečko.